# Club Atlético Morelia
Il Club Atlético Morelia, noto in passato come Monarcas Morelia, è una società calcistica messicana, con sede a Morelia. Milita nella Liga de Expansión MX, la seconda serie del calcio messicano.

## Storia
Il Monarcas Morelia nacque il 21 novembre 1924 con il nome "Oro Morelia" disputando competizioni amatoriali. Nel 1950 assunse la denominazione Club Deportivo Morelia e fu uno dei club fondatori della Segunda División, dove militò fino al termine della stagione 1996-1997 quando venne promosso in Primera División dopo aver concluso il campionato al terzo posto.
Nel 1968 retrocesse dopo essere terminato ultimo con soli 17 punti conquistati in 30 giornate. nel 1971 fu squalificato dal campionato alla 20ª giornata a causa di incidenti che provocarono l'interruzione dell'incontro contro lo Zamora. Ritornò l'anno seguente con una nuova proprietà ed un nuovo nome, Atlético Morelia.
Rimase in seconda divisione fino al termine della stagione 1980-1981 quando si guadagnò la promozione sconfiggendo il Tapatío nella finale di Liguilla grazie al pareggio per 1-1 nel match di andata e alla vittoria per 1-0 nel ritorno.
Nel 1996 fu acquistata dal gruppo televisivo TV Azteca che due anni dopo ne cambiò il nome in Monarcas Morelia e lo rese uno dei protagonisti nelle stagioni a venire di Primera División. Nel torneo di Invierno 2000 conquistò il suo primo trofeo laureandosi campione del Messico dopo aver sconfitto Pachuca e Santos Laguna nei primi turni di Liguilla, prima di avere la meglio contro il Toluca ai calci di rigore.
Nella stagione 2002-2003 fu sconfitto in finale in entrambi i tornei, per mano del Toluca nell'Apertura e del Monterrey nella Clausura. Sempre in questo biennio arrivo per due volte consecutivamente in finale di CONCACAF Champions League perdendo contro il Pachuca nel 2002 e contro il Toluca nel 2003.
Nel 2010 vinse la SuperLiga nordamericana battendo 2-1 in finale i N.E. Revolution grazie a due reti siglate da Miguel Sabah, ottenendo il primo trofeo internazionale nella sua storia. L'anno seguente arrivò nuovamente in finale di Liguilla perdendo 3-2 contro il Pachuca nel torneo di Clausura 2011.
Il 5 novembre 2013 vinse la sua prima Copa MX dopo aver sconfitto nella fase finale León, Monterrey ed Atlas, in un match molto combattuto terminato 3-3 e deciso ai calci di rigore. Nel luglio dell'anno successivo conquistò anche la prima edizione di Supercopa MX battendo il Tigres UANL, vincitore dell'edizione di Clausura della coppa nazionale, con un perentorio 7-2 nel computo dei due match.
Nel 2014-2015 disputò la peggior stagione nella propria storia classificandosi ultimo sia nel torneo di Apertura sia in quello di Clausura, riuscendo ad evitare la retrocessione solo grazie al meccanismo della media punti ottenuti negli ultimi sei tornei disputati. Nelle stagioni successive riuscì comunque a risollevarsi, pur non riuscendo a conquistare alcun trofeo.
Il 2 giugno 2020 il club annunciò tramite un comunicato ufficiale apparso sul sito dalla Liga MX il trasferimento della franchigia nella città di Mazatlán, comportando la scomparsa della storica società giallo-rossa e la contestuale nascita del Mazatlán Fútbol Club. Poche settimane dopo tuttavia la franchigia dello Zacatepec venne trasferita nella città di Morelia a causa di alcune difficoltà economiche, dando vita all'Atlético Morelia. Fu annunciato inoltre che il club avrebbe acquisito i diritti relativi a nome, logo e storia del Monarcas, proseguendo di fatto la storia del club nato nel 1924.

## Cronistoria del nome
- Oro Morelia: (1924-1950) Nome del club alla sua fondazione, utilizzato nel periodo precedente all'approdo nel calcio professionistico.
- Club Deportivo Morelia: (1990-1972) Nome ufficiale del club dopo l'approdo in Segunda División.
- Atlético Morelia: (1972-1998) Nome assunto dopo il ritorno dalla squalifica del 1971.
- Monarcas Morelia: (1998-2020) Nome assunto due anni dopo l'acquisizione da parte del broadcaster TV Azteca.
- Atlético Morelia: (2020-) Nome assunto dopo l'acquisizione della franchigia dello Zacatepec.

## Organico

### Rosa 2020-2021
| N. |                     | Ruolo | Calciatore       |
| -- | ------------------- | ----- | ---------------- |
| 1  | Messico (bandiera)  | P     | Alejandro Arana  |
| 4  | Messico (bandiera)  | D     | Arturo Ledesma   |
| 5  | Messico (bandiera)  | C     | William Mejía    |
| 6  | Messico (bandiera)  | C     | Luis Pérez       |
| 7  | Messico (bandiera)  | C     | Diego Martínez   |
| 8  | Messico (bandiera)  | C     | Arturo Peña      |
| 9  | Messico (bandiera)  | A     | Eduardo Pérez    |
| 10 | Paraguay (bandiera) | A     | Gustavo Ramírez  |
| 11 | Messico (bandiera)  | C     | Gael Acosta      |
| 12 | Messico (bandiera)  | D     | Juan Vega        |
| 13 | Messico (bandiera)  | C     | Alfonso Tamay    |
| 14 | Messico (bandiera)  | A     | Armando González |
| 16 | Messico (bandiera)  | C     | Hernán Pineda    |

| N. |                      | Ruolo | Calciatore                   |
| -- | -------------------- | ----- | ---------------------------- |
| 17 | Argentina (bandiera) | D     | Emanuel Loeschbor (capitano) |
| 18 | Messico (bandiera)   | A     | Esteban Torres               |
| 19 | Messico (bandiera)   | D     | Diego Gallegos               |
| 20 | Messico (bandiera)   | D     | Eduardo González             |
| 21 | Messico (bandiera)   | P     | Sebastián Huerta             |
| 22 | Messico (bandiera)   | C     | Ricardo Martínez             |
| 23 | Messico (bandiera)   | D     | Sergio Vázquez               |
| 24 | Messico (bandiera)   | D     | Orlando Salazar              |
| 25 | Messico (bandiera)   | C     | Luis Rodríguez               |
| 26 | Messico (bandiera)   | P     | Miguel Núñez                 |
| 28 | Messico (bandiera)   | D     | Ulises Zurita                |
| 33 | Brasile (bandiera)   | C     | Rodrigo Bassani              |

## Palmarès

### Competizioni nazionali
- Campionato messicano di calcio: 1

Invierno 2000
- Copa MX: 1

Apertura 2013
- Supercopa MX: 1

2014
- Campionato messicano di seconda divisione: 1

1981
- Liga de Expansión MX: 1

Clausura 2022

### Competizioni internazionali
- SuperLiga nordamericana: 1

2010

### Altri piazzamenti
- Campionato messicano di calcio:

Secondo posto: Apertura 2002, Clausura 2003, Clausura 2011
- Copa MX:

Finalista: 1964-1965, Clausura 2017
Semifinalista: 1957-1958
- Supercopa MX:

Finalista: 2015
- CONCACAF Champions' Cup:

Finalista: 2002, 2003